# Commerce et économie chez les Bamiléké
Le commerce et l'économie des Bamilékés au Cameroun et dans les pays alentour est soutenu par l'activité formelle et informelle des étrangers et des populations locales. Ils y tiennent une part importante dans les activités commerciales.
Grands migrants, les Bamilékés se retrouvent dans les échoppes et les commerces sur tout le territoire.

## Bases de l'essor dans les affaires
Le système social facilite les départs et permet la promotion économique des individus. La principale réussite des Bamilékés est d’avoir intégré à leur profit le système commercial moderne en s'appuyant sur leurs structures traditionnelles.
À l’heure actuelle[Quand ?], la bourgeoisie d’affaires essentiellement constituée de Bamilékés et dans un seconde mesure de peuples du nord-Cameroun et du Nord-Ouest anglophone, participe pleinement aux monde de la ville qui les accueille et à celui des villages d'origines.
Les peuples Bamilékés ont suscité de nombreuses études dans lesquelles reviennent des constantes. Le dynamisme et l'âpreté au gain; la solidarité et l'ambition. Ceci constitue pour les uns l’espoir du Cameroun; et pour d’autres, une menace constante sur l’unité du pays. 
La spécialisation commerciale des Bamilékés et leur réussite dans ce secteur est un fait au Cameroun. Elle trouve son origine dans un certain nombre de facteurs géographiques et sociologiques peuvent l'expliquer : 
- Les Bamilékés partagent avec des peuples africains subsahariens - tels les Dioula (peuple), les Ibo - une vocation d'expansion économique et commerciale. Celle-ci se traduit par une diaspora d'entrepreneurs, avec des individus ou des groupes ayant une perception et un mode particulier d’appropriation de l’espace des affaires[4].
- L’expansionnisme des Bamilékés se manifeste géographiquement par une émigration intense hors de leur province d’origine, et économiquement par l’appropriation de plus en plus large de secteurs d’activités modernes, débordant bien au-delà du commerce traditionnel qui a été à l’origine de leurs fortunes.
- La faculté d’adaptation au monde moderne, même si, à l’heure actuelle, la part qu’ils prennent au pouvoir politique est très inférieure à la proportion de population qu'ils représentent et au pouvoir économique qu’ils détiennent.

## Modèle économique Bamiléké
|                   | Espace traditionnel                                            | Espace mixte                                             | Espace moderne |
| ----------------- | -------------------------------------------------------------- | -------------------------------------------------------- | --- |
| Localisation      | Pays Bamiléké                                                  |                                                          | Plaine du Mungo, Grandes villes de L'ouest Cameroun, Douala, Yaoundé, Garoua, Libreville, Johanesbourg, France, Allemagne, Canada, États-Unis |
| Activités         | commerce traditionnel, marché de Kola                          |                                                          | Plantations, usines à café, Transport et Industries, Import et commerce de commodités (chaussures, électroménager, voitures d'occasions, …)   |
| Personnel employé | main-d’œuvre familiale                                         |                                                          | main-d’œuvre pluri-ethnique, embauche de cadres européens                                                                                     |
| Crédit            | Tontines, cotisations,                                         | mutuelles inter ethniques                                | Banques, Crédit publics |
| Maisons           | Résidence secondaire dans la chefferie ou le village d'origine | Immeuble ou maisons dans la ville proche de la chefferie | Maisons, immeubles dans les grandes villes |
| Honneurs          | Titre traditionnels                                            |                                                          | Affiliations à des clubs ou sociétés diverses (Lions Clubs, Rotary Clubs, …)                                                                  |